# フロマージュ・ド・テート

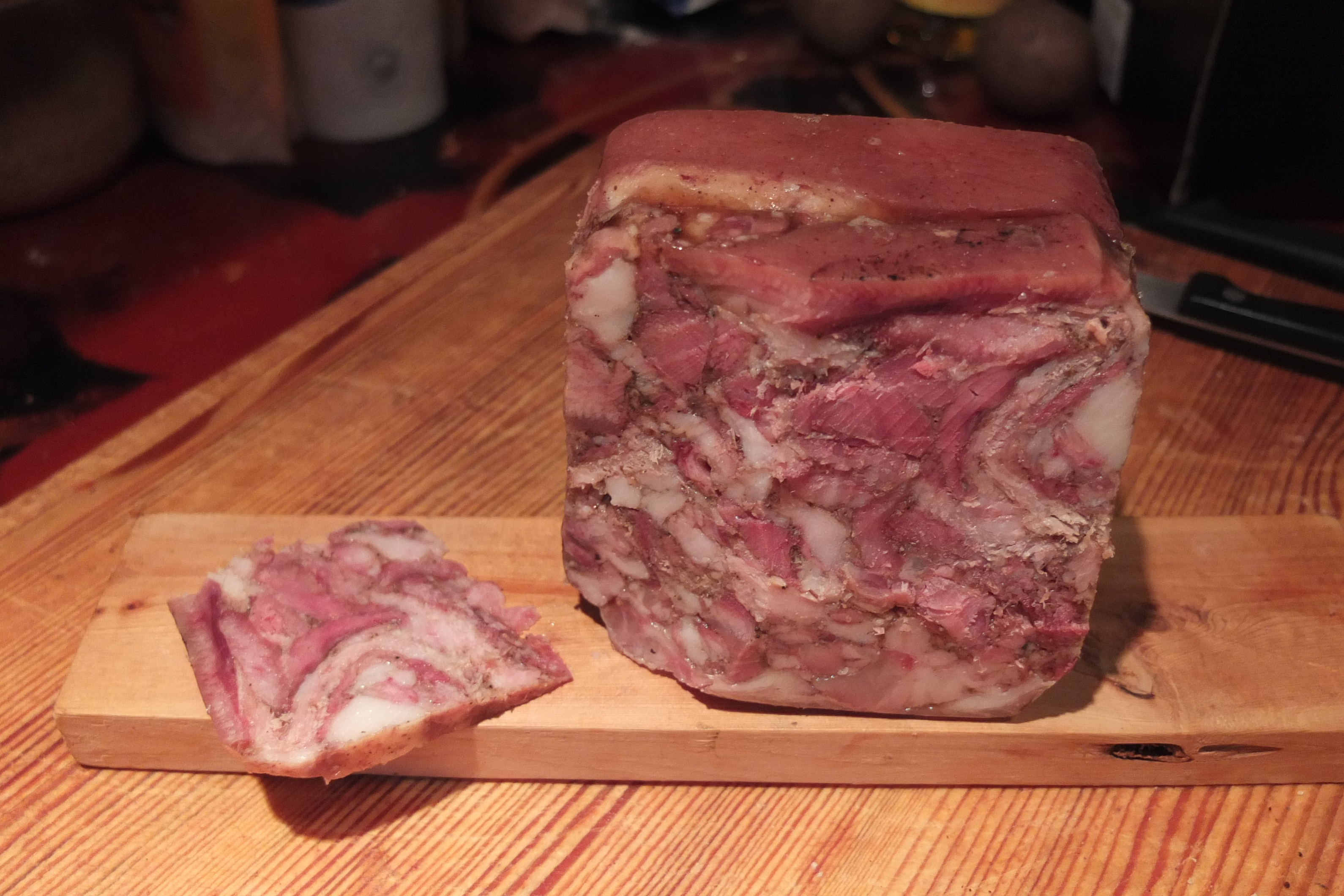
フロマージュ・ド・テート

フロマージュ・ド・テート（仏: fromage de tête）、ミュゾ（仏: museau）、またはヘッドチーズ（英: head cheese）は、ブタの頭部を煮こごり状にした料理。『フランス食の辞典』においてはミュゾを英語におけるヘッドチーズの同義語として扱っているので、まずはミュゾについて説明する。
ミュゾそのものは料理名というより材料名である。ブタだけではなくウシも含み、鼻および口からあごまでの部位をさすとともに、これら部位を用いて作った料理をさす。ウシは煮込み料理に、ブタは舌や尾を加えた上でゼリー寄せとする。アメリカにおけるヘッドチーズに相当する料理とされ、イギリスではブローン（brawn）と呼ばれると解説する。ドイツ料理ではプレスヴルストないしプレスザックが類似する。
フロマージュ・ド・テートのフロマージュとはチーズのフランス語であるが、テートはラテン語由来の語であり、この意味するところは何ともいえない。テートはラテン語の testa に由来する語で、イタリア語における testa 同様「頭」をあらわすが、そもそもこの語は素焼きの壷を意味したものであり、その由来を尊重すれば「壷のチーズ」という意味とも考えられる。頭という語をもって日本語とすれば、「頭のチーズ」という意味になる。語源はともかく、煮こごりのようになって固まったゼラチン質がチーズを連想させる食感をもつ料理という雰囲気だけは確かである。材料としてはブタの頭部のうち、骨と目玉を除いた部分を使う。成型にはテリーヌ型を用いる。現代において、レストランでもあまり見られずシャルキュトリ以外で出会う機会は少ない。
南西フランスには似た調理法ながらブタの頭部だけでなく、野菜も混ぜたマルブラードという料理もあり、これはその姿が大理石（仏: marbre）の模様に似ていることから名付けられたものである。